# Jaime Lopes Dias

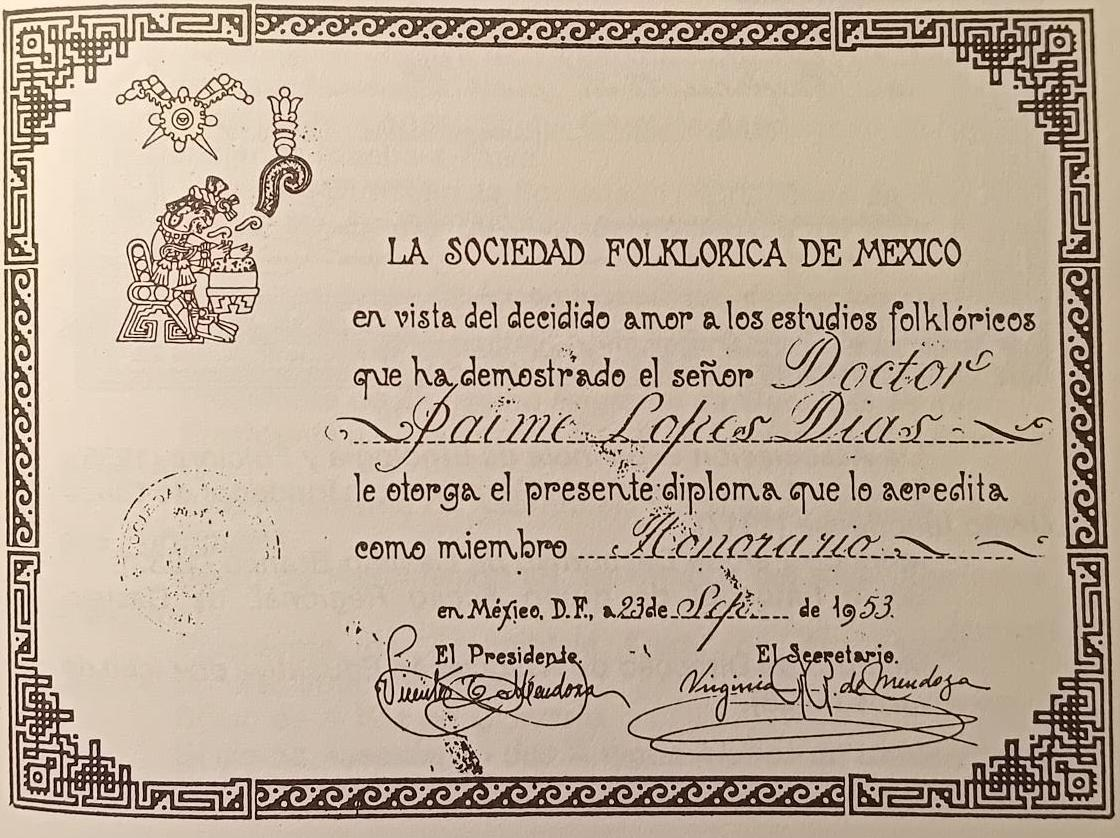
Sociedade Mexicana de Folclore

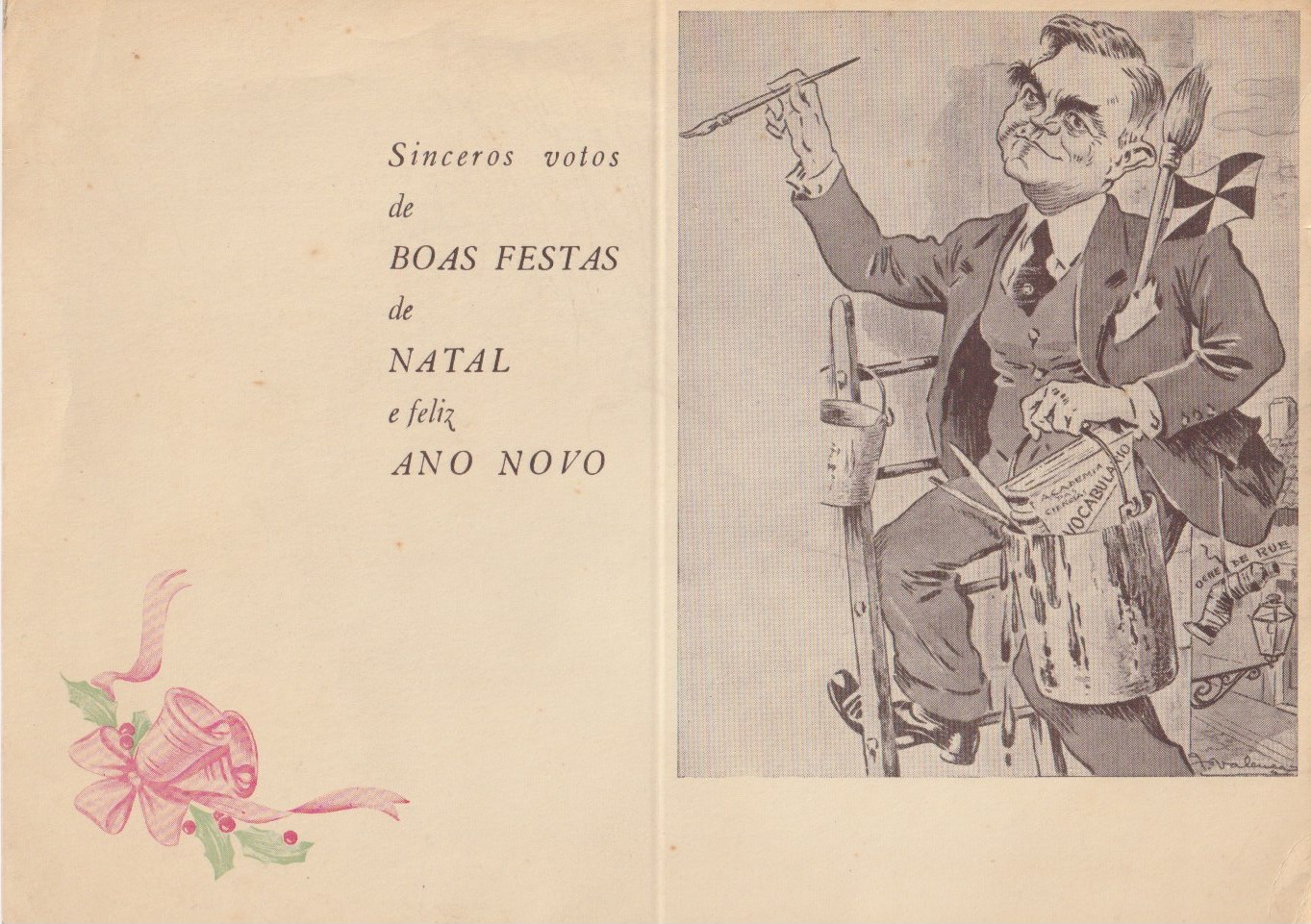
Postal de Boas Festas com caricatura de Jaime Lopes Dias

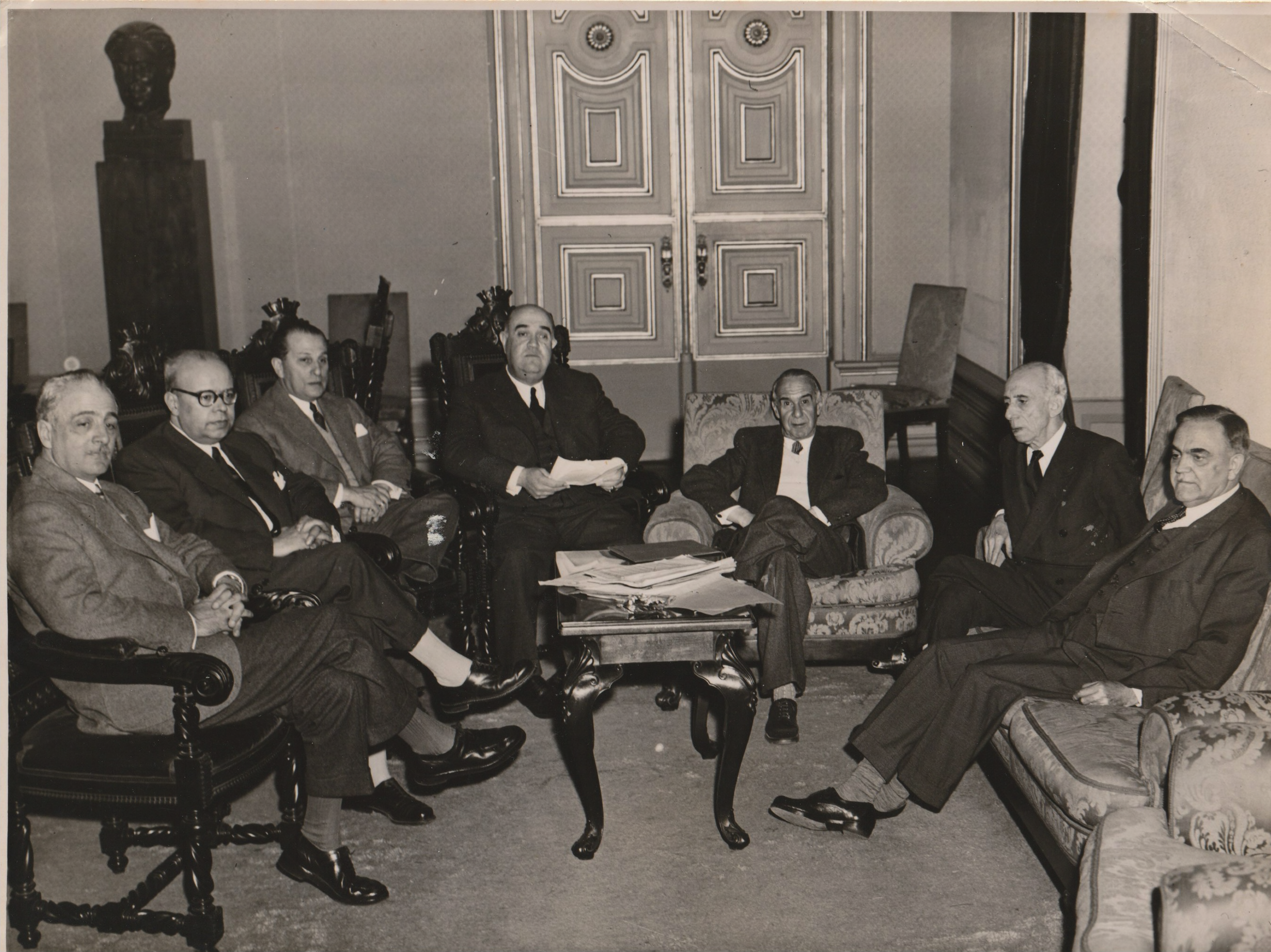
Reunião da Comissão Municipal de Arte e Arqueologia no Paços do Concelho em 4 de Novembro de 1952. À direita, Gustavo de Matos Sequeira e Jaime Lopes Dias

Jaime dos Santos Lopes Dias (Vale do Lobo hoje Vale da Senhora da Póvoa, Penamacor 25 de outubro de 1890 — Santa Catarina, Lisboa, 1977) foi um importante etnógrafo, olisipógrafo, escritor e historiador português, com formação em Direito e vários cargos na Justiça, Política e Função Pública.
Origem e Vida familiar:

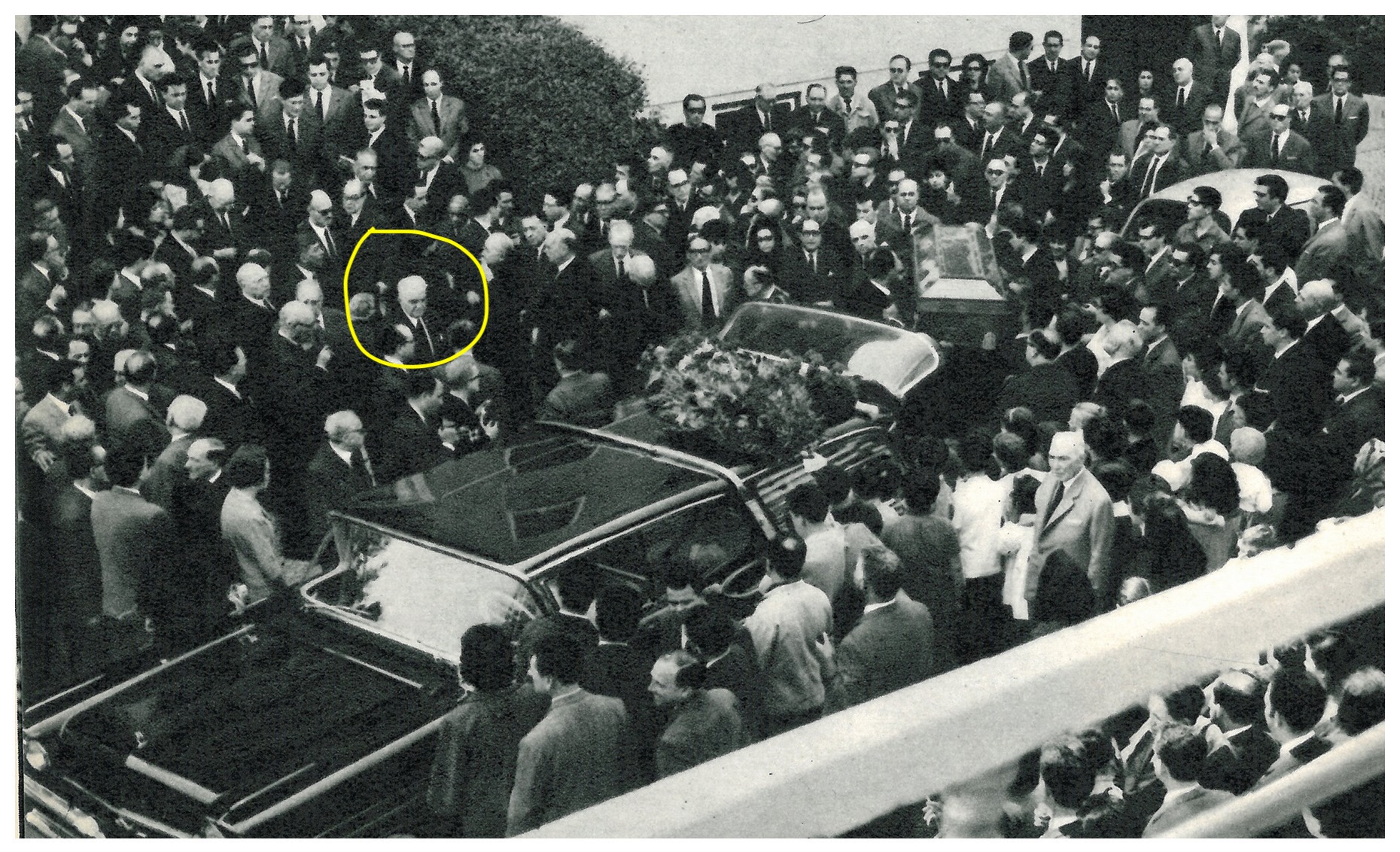
Jaime Lopes Dias (ver circulo amarelo) prestando a última homenagem ao grande escritor, resistente antifascista e amigo, Aquilino Ribeiro, em Maio de 1963.

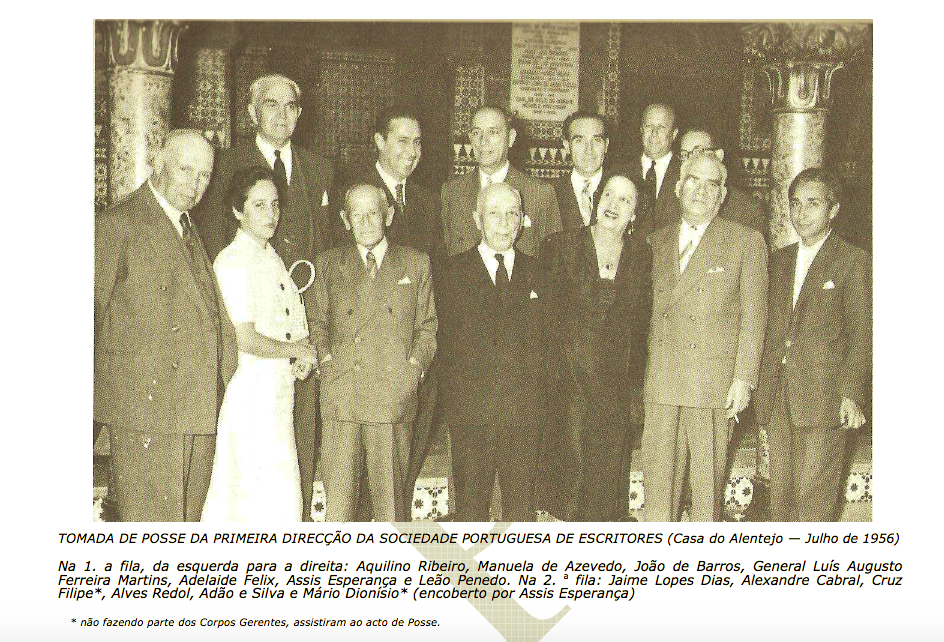
Fundação da Sociedade Portuguesa de Escritores

Era o filho mais velho de uma fratria de 5 irmãos de José Lopes Dias, professor primário, e de Angélica Mendes Barreiros Dias. Com a morte precoce da sua mãe, o seu pai vem a casar novamente e a ter os restantes quatro filhos. Em 1914 tornou-se notário, por concurso público, em Idanha-a-Nova, ano e local onde viria a casar com Maria do Carmo de Andrade Pissara (1889-1980)1.  Teve quatro filhos, dois rapazes e duas raparigas, que por sua vez deram origem a 10 netas e um neto. Conheceu ainda alguns bisnetos. A família foi sempre uma dimensão importante da sua vida e à qual dedicava grande parte da sua atenção. 
Vida Escolar e Universidade:
Frequentou o Liceu de Castelo Branco e, mais tarde, estudou no colégio de São Fiel, mas foi no Liceu de Coimbra que completou o curso complementar de Letras. O curso de direito foi realizado na Universidade de Coimbra entre 1908 e 1912. 
Vida Profissional:
Foi Oficial do Registo Civil do concelho de Penamacor, entre 1912 e 1914. 
Notário, por concurso público, em Idanha-a-Nova,1914.
Administrador do concelho de Idanha-a-Nova, de 16 de Julho de 1915 a 30 de Outubro de 1916. 

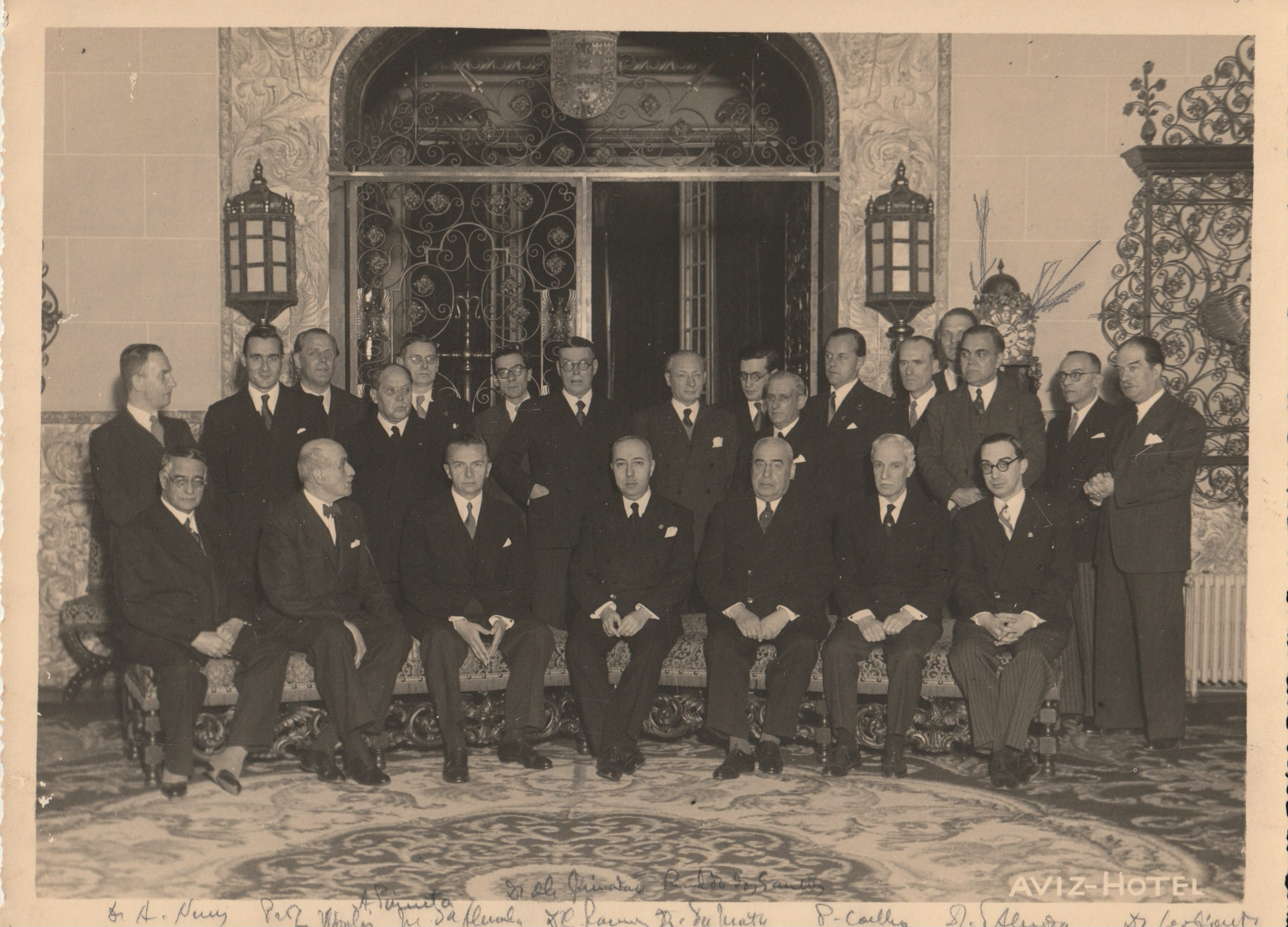
Almoço de homenagem ao Prof. C. Vossler no Hotel Aviz. Instituto para a Alta Cultura. 29 de Janeiro de 1944.

Aluno da Escola de Oficias Milicianos, de Novembro de 1917 a Junho de 1918. 
Membro da Comissão Administrativa Municipal de Idanha-a-Nova (1919); 
Foi vereador da Câmara Municipal de Idanha-a-Nova entre 1915 e 1919. Posteriomente, muda-se para Castelo Branco, onde em 1919 é empossado Juiz presidente do tribunal dos desastres no trabalho tendo sido também secretário-geral do governo civil de Castelo de Branco.Ainda em Castelo Branco, foi professor provisório do 4º grupo do Liceu de Castelo Branco, de Dezembro de 1923 a Julho de 1924 e do 5º grupo do mesmo Liceu desde Dezembro de 1926 a Junho de 1927. 
Mais tarde, mudou-se para Lisboa, onde exerceu a função de Director dos Serviços Centrais e Culturais na Câmara Municipal de Lisboa, de 1938 até à sua reforma por idade. Foi à capital que dedicou muito do seu trabalho ao longo do resto da sua vida, embora mantendo sempre uma grande ligação à sua região natal, onde ia frequentemente.  Não raramente, ajudava conterrâneos a encontrar trabalho em Lisboa e dedicou-se sempre ao desenvolvimento regional. São exemplos disso o seu esforço para que fosse construída a barragem de Idanha-a-Nova, hoje barragem Carmona, havendo quem tenha escrito6 que poderia chamar-se Jaime Lopes Dias, tal foi a sua implicação no projecto, mas há outros exemplos. 
Manteve sempre uma relação forte com a imprensa que lia de forma apaixonada e onde escreveu durante vários anos. Fundou e dirigiu o jornal “Povo de Idanha”2. e escreveu no jornal Província, de Castelo Branco, mas também no Diário de Notícias e no jornal O Século. 

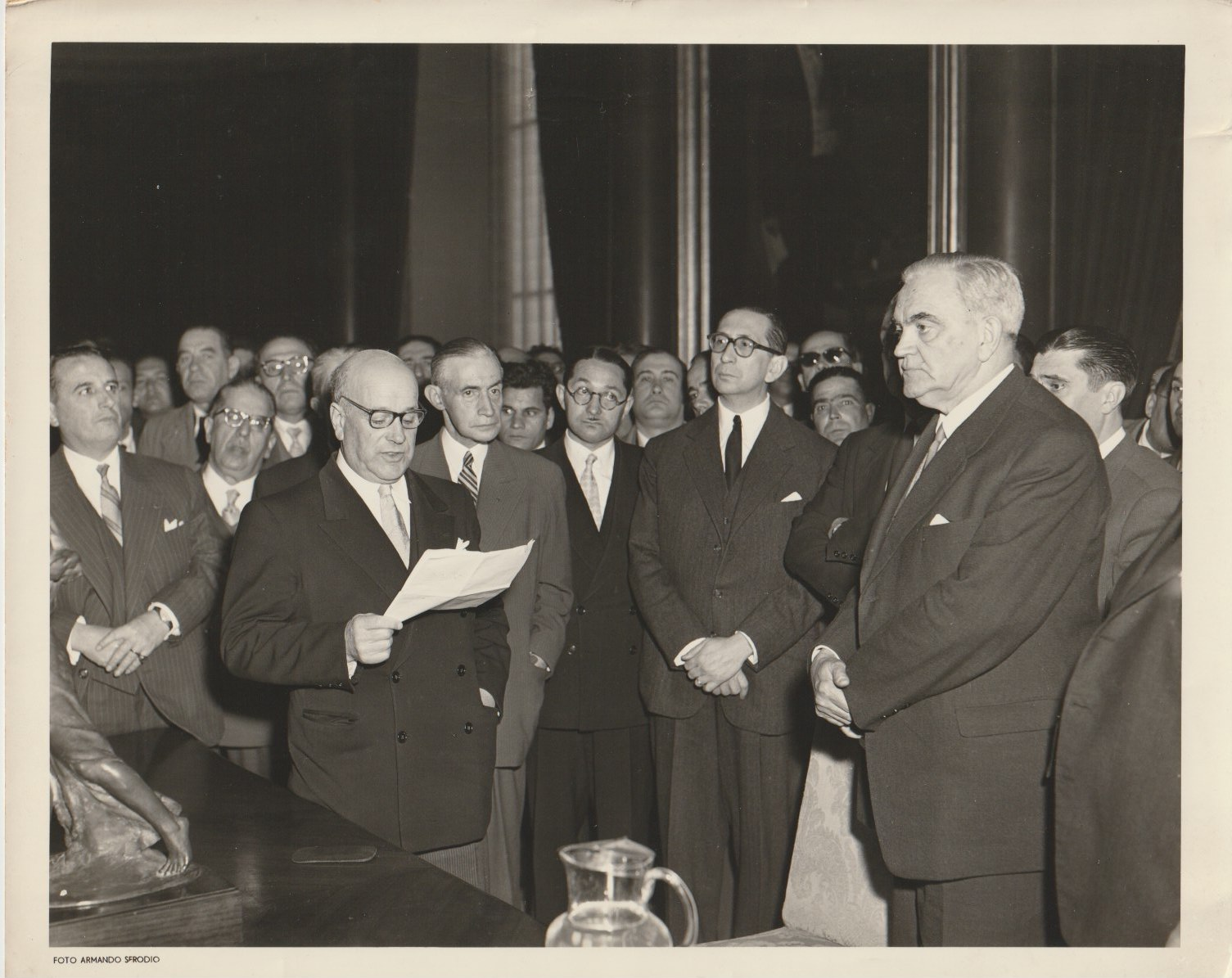
Nas despedidas dos funcionários superiores da CML. No uso da palavra o Sr. Ten. Cor. Salvação Barreto. 12-03-1959.

Uma das suas mais importantes obras é a Etnografia da Beira (1926)[1]. Esta obra de fôlego, com 11 volumes, resultou de um intenso e prolongado esforço de recolha de tradições orais sobre a vida, as tradições, os costumes, o folclore e as diversidades culturais da Beira-Baixa. 
Em 1933 é autor, com o então professor de direito Marcelo Caetano, do código administrativo. Este facto veio a ser interpretado como um sinal de aproximação ao regime, então no seu início. Na verdade, Jaime Lopes Dias recusou sempre cargos de conotação política, nunca se identificando com o regime de Salazar e Caetano. Ajudou amigos, conhecidos e opositores a escaparem à polícia política, nomeadamente em fugas para Espanha. Nas palavras de testemunhos, era descrito assim: “O Doutor Jaime era, foi, um anti-salazarista convicto, sou testemunha disso!”3

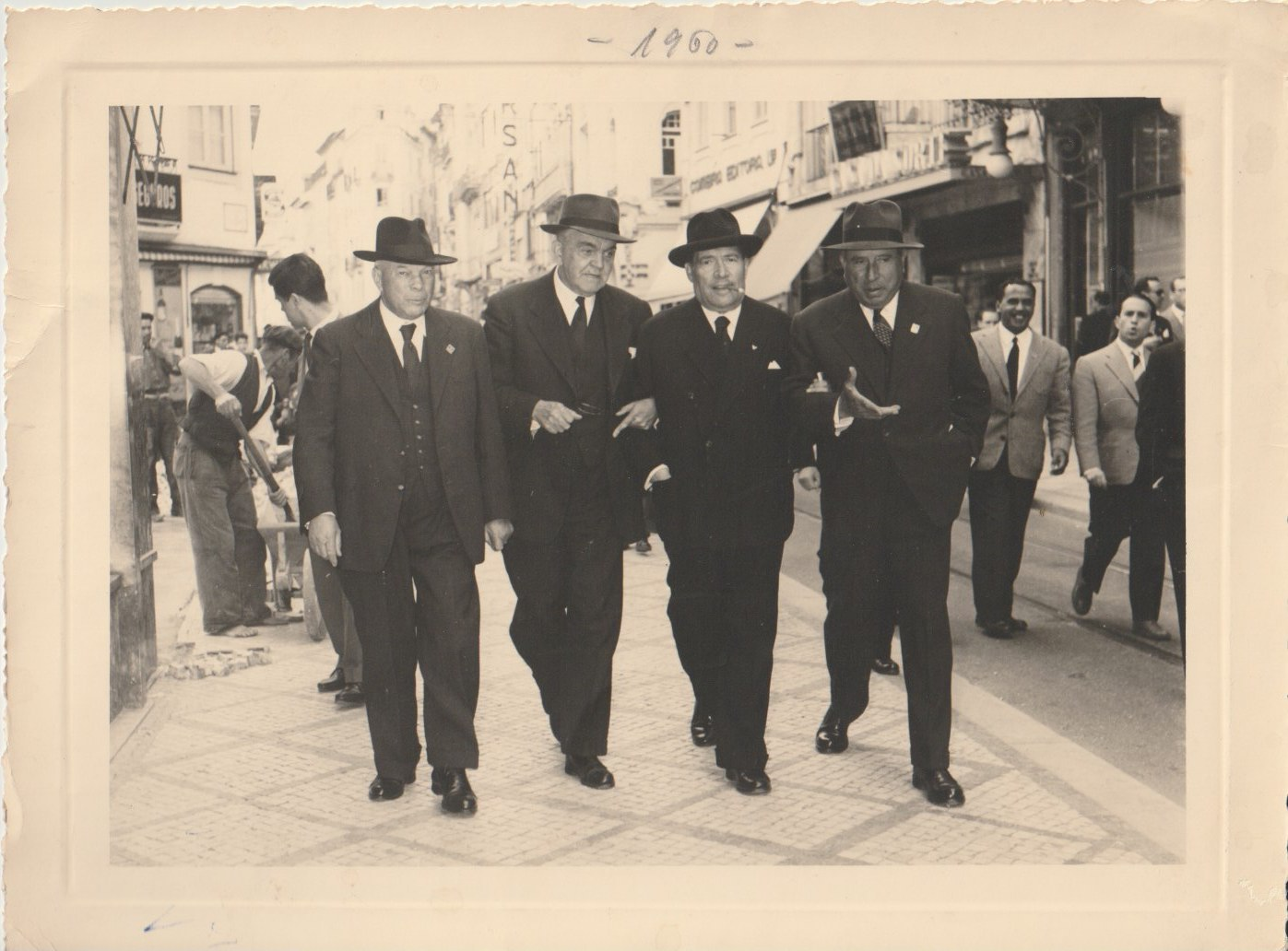
10-06-1960. 80º Aniversário do Orfeão. Da esquerda para a direita: João Marques Guimarães (S. Pedro do Sul); Jaime Lopes Dias; Fernando Martins (Coimbra); António A. Barbas (Penamacor).

A partir de 1938 tornou-se director dos serviços centrais e culturais da Câmara Municipal de Lisboa, tendo dirigido a Revista Municipal, dedicada aos estudos Olisiponenses. 
Foi também membro dos Jardim Escola João de Deus, que ajudou a organizar e difundir ao longo de muitos anos.  
Foi sócio da Sociedade Nacional de Belas Artes e presidente da assembleia geral de 1952 a 1957. 
Durante a sua vida conviveu e foi amigo pessoal de diversas figuras relevantes do seu tempo, desde logo João de Deus, João de Deus Ramos, Aquilino Ribeiro (quem apoiou inúmeras vezes, incluindo quando se manifestou na conferência de imprensa na avenida da Liberdade contra a proibição de uma das obras daquele escritor), Aquilino Ribeiro Machado, João de Deus Ramos, José Leite de Vasconcelos, António Valdemar e tantos, tantos outros. 
Foi um leitor fervoroso e dono de uma biblioteca pessoal com mais de quatro mil volumes. 
Morreu depois do 25 de Abril de 1974, revolução que encarou com alegria e optimismo, lamentando apenas já não ter idade para poder festejar na rua com os cidadãos de Lisboa (fonte familiar). 
Publicações6:
- Acção cível — Alegações e resposta à arguição de incompetência em razão da matéria. 1921. 1vol
- O problema da viação no distrito de Castelo Branco. O que há e o que se precisa. Meios de realização. Coimbra, Tip. Operária, 1922, 1 fol;
- As aspirações da Beira Baixa e as propostas de um congressista apresentadas ao Congresso Municipalista da Beira Baixa. Coimbra, Tip. Operária, 1923, 1 fol.
- Etnografia da Beira — Lendas, costumes, tradições, crenças e superstições – 1º vol., 1ªed Vila Nova de Famalicão, Tip. Minerva, 1926, 1 vol.
- A Junta Geral da vida administrativa portuguesa. Vila Nova de Famalicão, Tip. Minerva, 1927, 1 fol.
- Etnografia da Beira — O que a nossa gente canta — 2º vol. Vila Nova de Famalicão, Tip Minerva, 1927, 1 fol.
- A Beira, limites naturais, divisão tradicional. A Beira Baixa na organização administrativa nacional — Tese apresentada ao III Congresso Beirão. C. Branco, Tip. Portella Feijão, 1928, 1 fol.
- Aspirações e necessidades da Beira — Memorial da Cidade de Castelo Branco ao III Congresso Beirão. C Branco, Tip. Portella Feijão, 1928, 1 fol.
- Etnografia da Beira — Lendas, costumes, tradições, crenças e superstições — 3º vol. Vila Nova de Famalicão, Tip. Minerva, 1929, 1 vol.
- O problema económico, alguns males e remédios sob o ponto de vista agrícola — Tese publicada no volume Da Acção Regional ao IV Congresso Beirão. Vila Nova de Famalicão, Tip. Minerva, 1929, 1 fol
- Em defesa do folclore nacional — discurso de apresentação do Orfeão de Castelo Branco. Famalicão, ed. Do autor, 1930, 1 fol.
- Castelo Branco. O problema do seu abastecimento de água. Tese apresentada ao V Congresso Beirão. Famalicão, Tip, Minerva, 1932, 1 fol
- Memorial. Apresentado ao V Congresso Beirão, sobre alguns problemas e aspirações regionais. Famalicão, Tip. Minerva, 1932, 1 fol.
- IV  Congresso e Exposição Regional das Beiras — Relatório, sessões, teses, exposições, imprensa. Famalicão, Tip. Minerva, 1932, 1 vol.
- Aspirações de Idanha-a-Nova—I— A Barragem do Ponsul. Lisboa, Livraria Ferin, 1933, 1 vol.
- Monografia sobre o regime e organização do trabalho rural, englobando a questão da higiene e conforto no concelho de Idanha-a-Nova — Premiada em concurso aberto pela DGSA — Boletim do Ministério da Agricultura — Ano II. Nºs 9 e 10. Lisboa, 1933, 1 vol.
- Receitas e despesas municipais. Famalicão, Tip. Minerva, 1934, 1 fol.
- Pelourinhos e Forcas no Distrito de Castelo Branco. Famalicão, Tip. Minerva, 1935, 1 vol.
- A Beira Baixa ao microfone da Emissora Nacional — Reprodução do espectáculo regional de 21 de Novembro de 1935. Lisboa, Livraria Ferin, 1936, 1 vol.
- Corpos Administrativos, Casas do Povo e Misericórdias ante o problema social. A protecção à propriedade e o cadastro geométrico. A estrada de Castelo Branco-Coimbra (Teses apresentadas ao V congresso Beirão). Lisboa, Livraria Ferin, 1936, 1 vol
- A Beira Baixa, seu folclore, sua história e suas riquezas — Separata de A Beira Baixa ao microfone da Emissora Nacional Lisboa, Livraria Ferin, 1936, 1 vol.
- Código Administrativo de 31 de Dezembro de 1936 — Edição revista com notas marginais e reportório. (Lisboa, Editorial Império, 1937, 1 vol)
- Lei eleitoral (Decreto-lei nº 27993, de 27 de Agosto). Lisboa, 1937, 1 vol
- Etnografia da Beira — O que a nossa gente canta — 4º vol. Famalicão, 1937, 1 vol.
- Etnografia da Beira — Lendas, romances. Costumes, tradições, crenças e superstições — 5º volume. Famalicão, Tip. Minerva, 1939, 1 vol.
- Festas Populares — Ciclo do Natal — Adoração dos pastores — separata de Ocidente — Vol. XI. Lisboa, 1940, 1 fol.
- Festas e divertimentos da Cidade de Lisboa. Da Indenpendência à Restauração (conferência). Famalicão, Tip. Minerva, 1940, 1 fol.
- Código Administrativo de 31 de Dezembro de 1940 e Estatuto dos Distritos autónomos das Ilhas adjacentes. Edição revista, com anotações marginais, e reportório alfabético. Lisboa, Editorial Império, 1941, 1 vol.
- 1º Apêndice de actualização do Código Administrativo e Estatuto das Ilhas Adjacentes. Lisboa. 1941, 1 fol.
- O Museu da Cidade de Lisboa — Separata da Revista Municipal, Câmara Municipal, 1943, 1 fol.
- Etnografia da Beira — 1º vol, 2ª ed. Lisboa, Editorial Império, 1944, 1 vol.
- O problema da terra e dos que a cultivam. Conferência realizada na sede de A Voz do Operário, em 8 de Abril de 1945. Lisboa, 1945, 1 fol.
- Cortiças da Beira Baixa — Estudo histórico, económico e etnográfico. Lisboa, Liv. Ferin, 1947, 1 vol.
- Grades de Lisboa — Organização e prefácio. Lisboa. C. Municipal, 1947, 1 vol.
- Etnografia da Beira — Lendas, contos e romances. Costumes. Indústrias regionais. Tradições, crenças e superstições — 7º volume. Famalicão, Tip. Minerva, 1948, 1 vol
- O Livro da Capa Verde — Em colaboração com o Dr. João de Deus Ramos. Lisboa. Oficinas gráficas Ramos, Afonso e Moita, 1948, 1 vol.
- A União dos Municípios Portugueses. Necessidade da sua criação — Separata da I Reunião Olisiponense. Lisboa, 1948, 1 Vol.
- Cantinas escolares. Estradas e Turismo. A obra de rega da Campina de Idanha-a-Nova — Teses apresentadas ao VIII Congresso Beirão. Lisboa, Soc. Astória, Lda. , 1948, 1 Fol.
- L’administration muncipale de la ville de Lisbonne — Comunicação ao Congresso das Cidades realizado em Paris. Lisboa, C.M. Lisboa, 1948, 1 fol.
- Um tradição Lisboeta que revive — Os tronos de Santo António. Separata da Revista Municipal. Lisboa, C. Municipal, 1949, 1 fol.
- V Congresso das Beiras — Organização, festas, sessões, teses. Famalicão, Tip. Minerva, 1949, 1 vol.
- Portugal e a Etnografia — Palestra proferida no Rotary Club. Lisboa, Rotary Clube, 1950, 1 fol.
- José Lopes Dias, educador e benemérito. Lisboa, Editorial Império, 1950, 1 vol.
- A descoberta da Moura. Separata de Ocidente, nº 169. Lisboa, 1952, 1 fol.
- As Beiras: Litoral, Alta e Baixa. Em Portugal Maravilhoso. Lisboa, 1952, 1 fol.
- Etnografia da Beira — A habitação. Contos e Lendas, Costumes. Indústrias. Tradições, crenças e superstições. Vária. Cancioneiro — 8º vol. Famalicão, Tip. Minerva, 1953, 1 vol.
- A habitação no distrito de Castelo Branco — Separata do 8º vol. De Etnografia da Beira. Famalicão, Tip. Minerva, 1953, 1 fol.
- O culto do Espírito Santo em Zebreira — Separata do 8º vol. De Etnografia da Beira. Famalicão, Tip Minerva, 1953, 1 vol.
- Viriato — Discurso proferido em Viseu na inauguração do monumento ao herói lusitano. Lisboa, Editorial Império, 1953, 1 fol.
- Lisboa de hoje. A Cidade de amanhã — capítulo de Lisboa, oito séculos de história. Lisboa, C.M. de Lisboa, 1955, 1 fol.
- A Beira Baixa — Em Terras Portuguesas, publicação da Shell, 1955, 1 vol.
- Etnografia da Beira — 3º vol, 2ª ed, 1955.
- No Brasil dos meus Sonhos — Impressões da Viagem a São Paulo. Rio de Janeiro, Curitiba, Recife e Baía. Lisboa, Editorial Império, 1956, 1 vol.
- Problemas de Folclore — Comunicações ao II congresso Internacional de Folclore. Lisboa, Editorial Império, 1956, 1 vol.
- Da vida e saber do Povo. Necessidade da criação do Instituto de Etnografia. Lisboa, Liv. Ferin, 1956, 1 fol.
- Renascimento Musical — Discurso de apresentação do Orfeão de Castelo Branco. Lisboa, Editorial Império, 1957, 1 vol.
- Natal português. Lisboa, 1957, 1 fol.
- Dr. José Leite de Vasconcelos — Elementos para o estudo da sua vida e obra. Lisboa, Editorial Império, 1958, 1 vol.
- Instituto de Etnografia — Necessidade da sua criação. Lisboa, Editorial Império, 1958, 1 fol.
- A Beira Baixa e o seu teatro popular na obra de Gil Vicente — Separata da Memórias da Academia das Ciências de Lisboa. Lisboa, Academia das Ciências, 1959,  1vol.
- Parçarias agrícolas — Separata do livro jubilar de homenagem ao Dr. A. Mendes Correia. Lisboa, 1959, 1vol.
- Coimbra e as Beiras — Conferência promovida pela Sociedade Propaganda de Coimbra e realizada da Câmara Municipal daquela cidade. Coimbra, 1959, 1vol.
- No Limite de Idade — Memórias da minha vida pública. Lisboa, Livraria Ferin, 1960, 1fol.

Participação na Imprensa:
Fundou e dirigiu: 
“Povo de Idanha-a-Nova” (1914);
“A Província”, de  Castelo Branco (1921); 

Dirigiu: 
Boletim da Casa das Beiras; 
Revista das Beiras; 
Revista Municipal, da C. M. Lisboa. 

Foi cronista do Diário de Notícias, na Beira Baixa (1932); 
Organizou  diversos números especiais de revistas referentes a Castelo Branco e ao seu distrito: Revista das Beiras; Revista Insular e de turismo (1931); Terras de Portugal (1931 e 1934); Álbum de Portugal 

Colaborou das Revistas: Ocidente; Anuário Comercial (Turismo); Panorama; Revista Portuguesa de Comunicações; Revista da Mocidade Portuguesa Feminina; Boletim da Junta Nacional da Cortiça; Almanaque das Beiras (Covilhã); Natal da Covilhã; Duas Pátrias; Guia dos Hóteis e Turismo; Portugal Corticeiro; Gil Vicente (Guimarães); O Século Ilustrado; Enciclopédia Prática do Lar; Terras Portuguesas

E nos jornais: Diário de Notícias; O Século; Pátria; Novidades; Diário de Coimbra; Gazeta de Coimbra; Semana das Beiras (Lisboa); Vanguarda (Castelo Branco); Cidade (Lisboa); Sul da Beira (Covilhã); Via Latina (Coimbra); Acção Regional (Castelo Branco)
Associações Científicas e outras:
Sócio Correspondente da Academia das Ciências de Lisboa (1947); 
Membro Titular do Instituto Internacional de Ciências Administrativas (Bruxelas, 1936); 

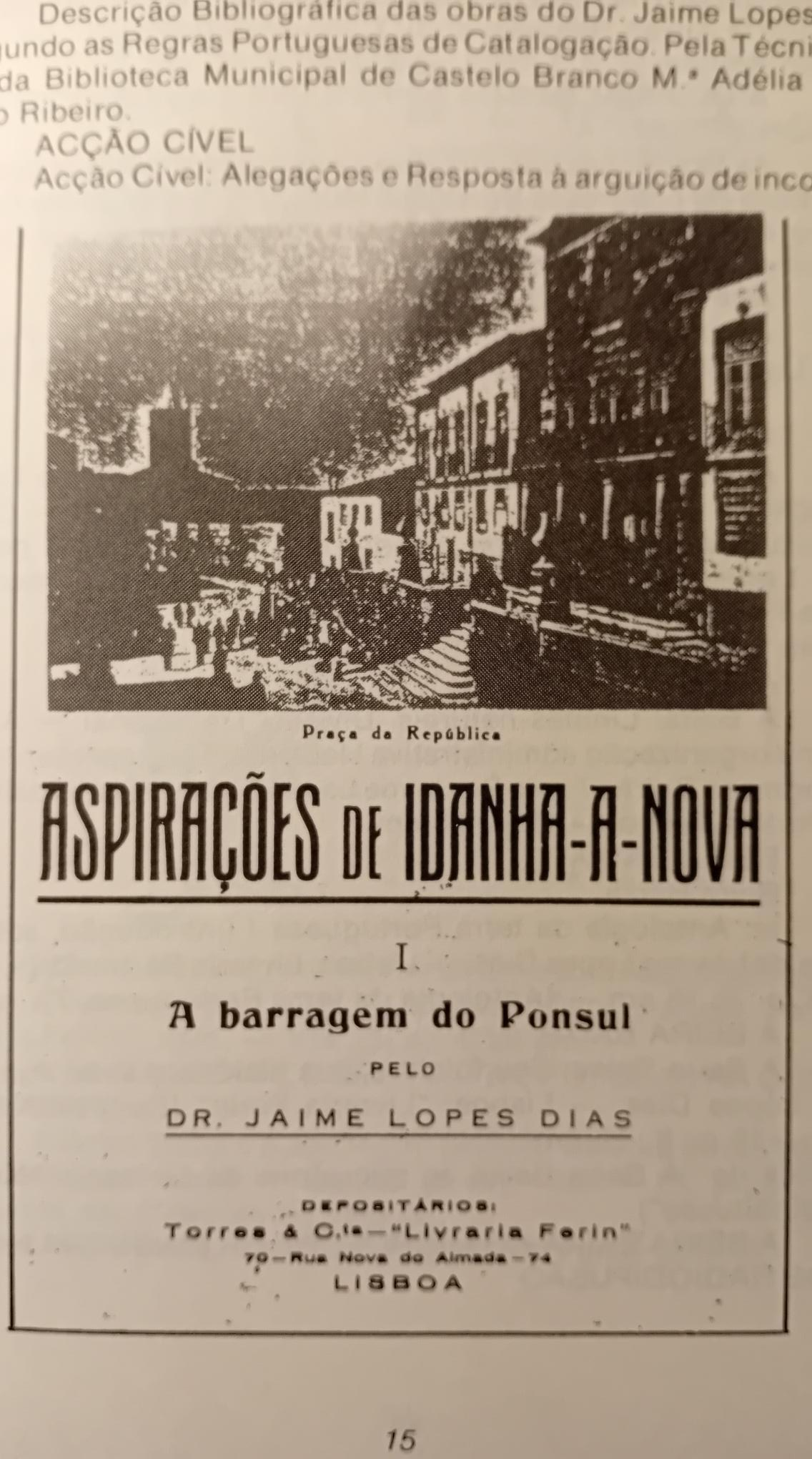
Barragem Rio Ponsul

Sócio de Associação de arqueólogos portugueses; Sociedade de Geografia de Lisboa; Instituto português de Arqueologia, História e Etnografia; Sindicato Nacional dos jornalistas; Sociedade Brasileira de Folclore, Instituto do Ceará; Associação tucumana de folclore (Argentina); De la Société de Etnologie Française (1954); Sociedade Peruana de folclore; Sociedade Luso-Brasileira de Etnologia; Associación Espanhola de Etnologia y Folclore; Presidente da Assmbleia Geral e sócio fundador do Clube União Idanhense; Parque Desportivo de Castelo Branco; Sócio fundador do grupo Acção Regional, de Castelo Branco; Liga de Profilaxia social, Porto; Vogal da Direcção e tesoureiro da Santa Casa da Miseircórdia de Idanha-a-Nova; Presidente da Assembleia Geral da Associação de Regantes beneficiários de Idanha-a-Nova; Sócio do grupo de amigos do Museu Nacional de Arte Antiga; Vice-presidente da Assembleia Geral da sociedade portuguesa de escritores; sócio do Círculo Cultural, Castelo Branco; Presidente do Conselho Regional da Casa das Beiras; Presidente da Assembleia Geral da Sociedade Nacional de Belas Artes; Vice-presidente da Assembleia Geral da Sociedade de Língua Portuguesa; Sócio da Asociación de lso Amigos del Arte (Argentina); Presidente da Assembleia Geral da Associação dos Jardins-Escolas João de Deus; sócio de “A Voz do Operário”; Associação dos antigos alunos de Universidade de Coimbra. 
Realizações nas quais esteve envolvido:
- Promoção e fundação do Sindicato Agrícola de Idanha-a-Nova;
- Caixa de Crédito Mútuo de Idanha-a-Nova;
- Criação da freguesia de Idanha-a-Velha (Aegitanea);
- Foi grande impulsionador da povoação de Monsanto, promoveu a sua elevação da vila, a protecção das muralhas e a abertura do concurso de monografias sobre os Castelos de Portugal;
- Organizou os IV e IX Congressos Beirões e colaborou nos demais;
- Criação da Comissão de Iniciativa e turismo de Castelo Branco, que construiu o Hotel de Turismo e foi seu administrador-delegado;
- Pugnou pela construção da barragem Marechal Carmona no rio Ponsul (Idanha-a-Nova);
- Criação da Casa do Povo de Idanha-a-Nova;
- Lutou pela construção do caminho de ferro Castelo Branco-Placência e melhoria da ligação Lisboa-Madrid;
- No Vale da Senhora da Póvoa, freguesia onde nasceu, promoveu a mudança de nome, construção de dois edifícios escolares, igreja matriz, avenida da igreja e criação da cantina escolar.

Homenagens e Legado:
Comendador da Ordem de Cristo
O seu nome ficou indelevelmente ligado à etnografia da beira e à cidade de Lisboa, tendo-lhe sido dedicado o nome de uma rua em Lisboa. 
Atribuição, pela junta de freguesia de Monsanto, do nome Jaime Lopes Dias à rua da Fonte Nova, por serviços prestados à povoação, deliberação de 20 de Junho de 1929; 
Sócio Honorário dos Municípios da Baia (Brasil); 
Sócio Honorário da Casa das Beiras, no Rio de Janeiro, Brasil; 
Sócio honorário do Centro Beirão de São Paulo, Brasil; 
Sócio Honorário da Casa do Porto, no Rio de Janeiro; 
Sócio honorário da Sociedade Folclórica do México; 
Sócio honorário da Sociedade Nacional de Belas Artes, Lisboa, 1939;
Sócio honorário da Casa das Beiras, de Lisboa; 
Sócio honorário da Casa da Comarca da Sertã; 
Medalha Sílvio Romero, homenagem da Prefeitura Federal, Brasil, 1960.  

Em Castelo Branco foi dado o seu nome a uma rua e uma travessa.  
Na sua terra natal, Vale da Senhora da Póvoa, em 1990 foi dado o seu nome a um largo e erguido um busto. 

O Dr. Jaime Lopes dias doou o seu espólio à biblioteca municipal de Castelo Branco, que em 1984 adoptou o seu nome. Mais tarde, esse nome veio a ser retirado por razões desconhecidas, gerando uma polémica que fez correr tinta no Jornal “A Reconquista”5. Em 2023, a biblioteca passou a chamar-se António Salvado, poeta4,5. 

Em 2020 e 2022 a Câmara Municipal de Penamacor organizou o “Festival Jaime Lopes Dias”7 dirigido pelo arqueólogo André Ribeirinho, em homenagem à sua obra e legado. No âmbito da segunda edição do Festival foi editado o livro “O concelho de Penamacor na Etnografia da Beira de Jaime Lopes Dias”, Município de Penamacor, 2022.